# CONCACAF Champions League 2018
La CONCACAF Champions League 2018 è stata la 53ª edizione della CONCACAF Champions League e la decima con questa denominazione. Il Chivas vincendo la competizione si è qualificato alla Coppa del mondo per club FIFA 2018.

## Formula
A partire da questa edizione le squadre vengono ridotte da 24 a 16, con conseguente rimozione della fase a gironi, passando direttamente alla fase a eliminazione diretta che si svolgerà dagli ottavi di finale. Le squadre partecipanti sono provenienti dalle tre associazioni regionali che compongono la CONCACAF: la North American Football Union, la Unión Centroamericana de Fútbol e la Caribbean Football Union. La federazione calcistica del Guatemala è stata sospesa dalla FIFA a causa delle ingerenze del governo, la CONCACAF ha quindi assegnato un ulteriore posto alla Costa Rica in luogo della squadra guatemalteca.
Le squadre, per poter partecipare al torneo, devono rispettare i criteri imposti dalla CONCACAF in materia di stadi. Se le squadre aventi diritto a partecipare non hanno uno stadio casalingo in grado di soddisfare i criteri richiesti, possono indicarne un altro a norma nel proprio Paese. Se un club non riuscisse a trovare un impianto adeguato per la competizione sarebbe escluso dalla manifestazione.
Le squadre sono inserite in un tabellone di tipo tennistico, tutti i turni sono a eliminazione diretta con incontri di andata e ritorno. In caso di parità nel risultato aggregato, il passaggio del turno è deciso applicando la regola dei gol fuori casa.
Non saranno effettuati i tempi supplementari ma si deciderà il passaggio del turno attraverso i rigori. Negli ottavi e nei quarti di finale il fattore campo è determinato dalla posizione sorteggiata nel tabellone, mentre nelle semifinali e in finale è determinato dai risultati dei turni precedenti.

## Date
| Turno            | Sorteggio                     | Andata              | Ritorno                   |
| ---------------- | ----------------------------- | ------------------- | ------------------------- |
| Ottavi di finale | 18 dicembre 2017 (Miami, USA) | 20-22 febbraio 2018 | 27 febbraio-1º marzo 2018 |
| Quarti di finale | 18 dicembre 2017 (Miami, USA) | 6-8 marzo 2018      | 13-15 marzo 2018          |
| Semifinali       | 18 dicembre 2017 (Miami, USA) | 3-5 aprile 2018     | 10-12 aprile 2018         |
| Finale           | 18 dicembre 2017 (Miami, USA) | 17-19 aprile 2018   | 24-26 aprile 2018         |

## Squadre partecipanti
| Nazione              | Slot  | Club             | Qualificazione                                                       |
| -------------------- | ----- | ---------------- | -------------------------------------------------------------------- |
| Messico 4 posti      | MEX 1 | Tigres UANL      | Campione Torneo Apertura 2016                                        |
| Messico 4 posti      | MEX 2 | Guadalajara      | Campione Torneo Clausura 2017                                        |
| Messico 4 posti      | MEX 3 | América          | Finalista Torneo Apertura 2016                                       |
| Messico 4 posti      | MEX 4 | Club Tijuana     | Primo nella classifica aggregata 2016-2017                           |
| Stati Uniti 4 posti  | USA 1 | Seattle Sounders | Campione MLS 2016                                                    |
| Stati Uniti 4 posti  | USA 2 | FC Dallas        | Vincitore MLS Supporters' Shield 2016 e vincitore U.S. Open Cup 2016 |
| Stati Uniti 4 posti  | USA 3 | N.Y. Red Bulls   | Vincitore Eastern Conference MLS 2016                                |
| Stati Uniti 4 posti  | USA 4 | Colorado Rapids  | Secondo nella MLS 2016                                               |
| Costa Rica 1+1 posti | CRC 1 | Saprissa         | Campione Campeonato de Invierno 2015                                 |
| Costa Rica 1+1 posti | CRC 2 | Herediano        | Campione Campeonato de Verano 2016                                   |
| Canada 1 posto       | CAN 1 | Toronto FC       | Vincitore Canadian Championship 2016 e 2017                          |
| El Salvador 1 posto  | SLV 1 | Santa Tecla      | Campione Torneo Apertura 2016 e Torneo Clausura 2017                 |
| Honduras 1+1 posti   | HON 1 | Motagua          | Campione Torneo Apertura 2016 e Torneo Clausura 2017                 |
| Honduras 1+1 posti   | CL 1  | Olimpia          | Vincitore CONCACAF League 2017                                       |
| Panama 1 posto       | PAN 1 | Tauro            | Campione Torneo Clausura 2017                                        |
| CFU 1 posto          | CCC 1 | Cibao            | Campione Campionato per club CFU 2017                                |

## Sorteggio
Il sorteggio si è svolto a Miami, negli Stati Uniti d'America, il 18 dicembre 2017. Le squadre sono state sorteggiate in un tabellone di tipo tennistico, che determina gli accoppiamenti di tutti i turni fino alla finale, nonché il fattore campo per ottavi e quarti di finale.
Le squadre sono state divise in due urne, una per otto teste di serie e una per le altre otto squadre, sulla base di un nuovo indice elaborato dalla CONCACAF. L'indice prende in considerazione i risultati nelle ultime cinque edizioni della Champions League, non viene calcolato per ogni singola squadra ma per gli "slot" assegnati a ogni Paese.
I punti del coefficiente vengono così assegnati:
- 4 punti per ogni partecipazione
- 3 punti per ogni vittoria
- 1 punto per ogni pareggio
- 1 punto per ogni turno superato
- 2 punti per la vittoria nella competizione.[10]

| Urna   | Pos. | Slot  | Pt. 2012/13 | Pt. 2013/14 | Pt. 2014/15 | Pt. 2015/16 | Pt. 2016/17 | Totale |
| ------ | ---- | ----- | ----------- | ----------- | ----------- | ----------- | ----------- | ------ |
| Urna 1 | 1    | MEX 3 | 11          | 29          | 32          | 23          | 15          | 110    |
| Urna 1 | 2    | MEX 1 | 16          | 22          | 11          | 33          | 27          | 109    |
| Urna 1 | 3    | MEX 2 | 27          | 10          | 16          | 20          | 30          | 103    |
| Urna 1 | 4    | MEX 4 | 35          | 29          | 9           | 18          | 10          | 101    |
| Urna 1 | 5    | USA 3 | 16          | 11          | 13          | 16          | 20          | 76     |
| Urna 1 | 6    | CAN 1 | 10          | 10          | 23          | 8           | 22          | 73     |
| Urna 1 | 7    | USA 1 | 20          | 17          | 11          | 14          | 11          | 73     |
| Urna 1 | 8    | USA 2 | 22          | 13          | 9           | 13          | 14          | 71     |
| Urna 2 | 9    | USA 4 | 11          | 16          | 20          | 16          | 8           | 71     |
| Urna 2 | 10   | CRC 1 | 16          | 19          | 12          | 10          | 8           | 65     |
| Urna 2 | 11   | CRC 2 | 11          | 10          | 18          | 9           | 14          | 62     |
| Urna 2 | 12   | HON 1 | 9           | 11          | 15          | 10          | 11          | 56     |
| Urna 2 | 13   | PAN 1 | 4           | 15          | 4           | 10          | 20          | 53     |
| Urna 2 | 14   | SLV 1 | 4           | 8           | 4           | 7           | 9           | 32     |
| Urna 2 | 15   | CCC 1 | 5           | 5           | 4           | 8           | 5           | 27     |
| Urna 2 | 16   | CL 1  | 0           | 0           | 0           | 0           | 0           | 0      |

## Partite

### Tabellone
|  | Ottavi di finale | Ottavi di finale  | Ottavi di finale | Ottavi di finale |       |                  | Quarti di finale | Quarti di finale | Quarti di finale | Quarti di finale |             |   | Semifinali | Semifinali | Semifinali | Semifinali |            |   | Finale | Finale | Finale | Finale |
|  |                  |                   |                  |                  |       |                  |                  |                  |                  |                  |             |   |            |            |            |            |            |   |        |        |        |        |
|  | Colorado Rapids  | 0                 | 0                | 0                |       |                  |                  |                  |                  |                  |             |   |            |            |            |            |            |   |        |        |        |        |
|  | Toronto FC       | 2                 | 0                | 2                |       |                  |                  |                  |                  |                  |             |   |            |            |            |            |            |   |        |        |        |        |
|  | Toronto FC       | 2                 | 0                | 2                |       | Toronto FC (gt)  | 2                | 2                | 4                |                  |             |   |            |            |            |            |            |   |        |        |        |        |
|  |                  |                   |                  |                  |       | Toronto FC (gt)  | 2                | 2                | 4                |                  |             |   |            |            |            |            |            |   |        |        |        |        |
|  |                  | Tigres UANL       | 1                | 3                | 4     |                  |                  |                  |                  |                  |             |   |            |            |            |            |            |   |        |        |        |        |
|  | Herediano        | Tigres UANL       | 1                | 3                | 4     | 2                | 1                | 3                |                  |                  |             |   |            |            |            |            |            |   |        |        |        |        |
|  | Herediano        |                   |                  |                  |       | 2                | 1                | 3                |                  |                  |             |   |            |            |            |            |            |   |        |        |        |        |
|  | Tigres UANL      | 2                 | 3                | 5                |       |                  |                  |                  |                  |                  |             |   |            |            |            |            |            |   |        |        |        |        |
|  | Tigres UANL      | 2                 | 3                | 5                |       |                  |                  |                  |                  |                  | Toronto FC  | 3 | 1          | 4          |            |            |            |   |        |        |        |        |
|  |                  |                   |                  |                  |       |                  |                  |                  |                  |                  |             | 3 | 1          | 4          |            |            |            |   |        |        |        |        |
|  |                  | América           | 1                | 1                | 2     |                  |                  |                  |                  |                  |             |   |            |            |            |            |            |   |        |        |        |        |
|  | Saprissa         | América           | 1                | 1                | 2     | 1                | 1                | 2                |                  |                  |             |   |            |            |            |            |            |   |        |        |        |        |
|  | Saprissa         |                   |                  |                  |       | 1                | 1                | 2                |                  |                  |             |   |            |            |            |            |            |   |        |        |        |        |
|  | América          | 5                 | 1                | 6                |       |                  |                  |                  |                  |                  |             |   |            |            |            |            |            |   |        |        |        |        |
|  | América          | 5                 | 1                | 6                |       | América          | 4                | 3                | 7                |                  |             |   |            |            |            |            |            |   |        |        |        |        |
|  |                  |                   |                  |                  |       | América          | 4                | 3                | 7                |                  |             |   |            |            |            |            |            |   |        |        |        |        |
|  |                  | Tauro             | 0                | 1                | 1     |                  |                  |                  |                  |                  |             |   |            |            |            |            |            |   |        |        |        |        |
|  | Tauro (gt)       | Tauro             | 0                | 1                | 1     | 1                | 2                | 3                |                  |                  |             |   |            |            |            |            |            |   |        |        |        |        |
|  | Tauro (gt)       |                   |                  |                  |       | 1                | 2                | 3                |                  |                  |             |   |            |            |            |            |            |   |        |        |        |        |
|  | FC Dallas        | 0                 | 3                | 3                |       |                  |                  |                  |                  |                  |             |   |            |            |            |            |            |   |        |        |        |        |
|  | FC Dallas        | 0                 | 3                | 3                |       |                  |                  |                  |                  |                  |             |   |            |            |            |            | Toronto FC | 1 | 2      | 3 (2)  |        |        |
|  |                  |                   |                  |                  |       |                  |                  |                  |                  |                  |             |   |            |            |            |            |            | 1 | 2      | 3 (2)  |        |        |
|  |                  | Guadalajara (dcr) | 2                | 1                | 3 (4) |                  |                  |                  |                  |                  |             |   |            |            |            |            |            |   |        |        |        |        |
|  | Santa Tecla      | Guadalajara (dcr) | 2                | 1                | 3 (4) | 2                | 0                | 2                |                  |                  |             |   |            |            |            |            |            |   |        |        |        |        |
|  | Santa Tecla      |                   |                  |                  |       | 2                | 0                | 2                |                  |                  |             |   |            |            |            |            |            |   |        |        |        |        |
|  | Seattle Sounders | 1                 | 4                | 5                |       |                  |                  |                  |                  |                  |             |   |            |            |            |            |            |   |        |        |        |        |
|  | Seattle Sounders | 1                 | 4                | 5                |       | Seattle Sounders | 1                | 0                | 1                |                  |             |   |            |            |            |            |            |   |        |        |        |        |
|  |                  |                   |                  |                  |       | Seattle Sounders | 1                | 0                | 1                |                  |             |   |            |            |            |            |            |   |        |        |        |        |
|  |                  | Guadalajara       | 0                | 3                | 3     |                  |                  |                  |                  |                  |             |   |            |            |            |            |            |   |        |        |        |        |
|  | Cibao            | Guadalajara       | 0                | 3                | 3     | 0                | 0                | 0                |                  |                  |             |   |            |            |            |            |            |   |        |        |        |        |
|  | Cibao            |                   |                  |                  |       | 0                | 0                | 0                |                  |                  |             |   |            |            |            |            |            |   |        |        |        |        |
|  | Guadalajara      | 2                 | 5                | 7                |       |                  |                  |                  |                  |                  |             |   |            |            |            |            |            |   |        |        |        |        |
|  | Guadalajara      | 2                 | 5                | 7                |       |                  |                  |                  |                  |                  | Guadalajara | 1 | 0          | 1          |            |            |            |   |        |        |        |        |
|  |                  |                   |                  |                  |       |                  |                  |                  |                  |                  |             | 1 | 0          | 1          |            |            |            |   |        |        |        |        |
|  |                  | N.Y. Red Bulls    | 0                | 0                | 0     |                  |                  |                  |                  |                  |             |   |            |            |            |            |            |   |        |        |        |        |
|  | Motagua          | N.Y. Red Bulls    | 0                | 0                | 0     | 0                | 1                | 1                |                  |                  |             |   |            |            |            |            |            |   |        |        |        |        |
|  | Motagua          |                   |                  |                  |       | 0                | 1                | 1                |                  |                  |             |   |            |            |            |            |            |   |        |        |        |        |
|  | Club Tijuana     | 1                 | 1                | 2                |       |                  |                  |                  |                  |                  |             |   |            |            |            |            |            |   |        |        |        |        |
|  | Club Tijuana     | 1                 | 1                | 2                |       | Club Tijuana     | 0                | 1                | 1                |                  |             |   |            |            |            |            |            |   |        |        |        |        |
|  |                  |                   |                  |                  |       | Club Tijuana     | 0                | 1                | 1                |                  |             |   |            |            |            |            |            |   |        |        |        |        |
|  |                  | N.Y. Red Bulls    | 2                | 3                | 5     |                  |                  |                  |                  |                  |             |   |            |            |            |            |            |   |        |        |        |        |
|  | Olimpia          | N.Y. Red Bulls    | 2                | 3                | 5     | 1                | 0                | 1                |                  |                  |             |   |            |            |            |            |            |   |        |        |        |        |
|  | Olimpia          |                   |                  |                  |       | 1                | 0                | 1                |                  |                  |             |   |            |            |            |            |            |   |        |        |        |        |
|  | N.Y. Red Bulls   | 1                 | 2                | 3                |       |                  |                  |                  |                  |                  |             |   |            |            |            |            |            |   |        |        |        |        |

### Ottavi di finale
Le partite di andata si sono disputate tra il 20 e il 22 febbraio mentre le partite di ritorno tra il 27 febbraio e il 1º marzo.
| Squadra 1       | Totale     | Squadra 2        | Andata | Ritorno |
| --------------- | ---------- | ---------------- | ------ | ------- |
| Cibao           | 0 - 7      | Guadalajara      | 0 - 2  | 0 - 5   |
| Santa Tecla     | 2 - 5      | Seattle Sounders | 2 - 1  | 0 - 4   |
| Olimpia         | 1 - 3      | N.Y. Red Bulls   | 1 - 1  | 0 - 2   |
| Motagua         | 1 - 2      | Club Tijuana     | 0 - 1  | 1 - 1   |
| Herediano       | 3 - 5      | Tigres UANL      | 2 - 2  | 1 - 3   |
| Colorado Rapids | 0 - 2      | Toronto FC       | 0 - 2  | 0 - 0   |
| Tauro           | 3 - 3 (gt) | FC Dallas        | 1 - 0  | 2 - 3   |
| Saprissa        | 2 - 6      | América          | 1 - 5  | 1 - 1   |

### Quarti di finale
Le partite di andata si sono disputate tra il 6 e l'8 marzo mentre le partite di ritorno tra il 13 e il 15 marzo.
| Squadra 1        | Totale     | Squadra 2      | Andata | Ritorno |
| ---------------- | ---------- | -------------- | ------ | ------- |
| Seattle Sounders | 1 - 3      | Guadalajara    | 1 - 0  | 0 - 3   |
| Club Tijuana     | 1 - 5      | N.Y. Red Bulls | 0 - 2  | 1 - 3   |
| Toronto FC       | 4 - 4 (gt) | Tigres UANL    | 2 - 1  | 2 - 3   |
| América          | 7 - 1      | Tauro          | 4 - 0  | 3 - 1   |

### Semifinali
Le partite di andata si sono tenute il 3 aprile mentre le partite di ritorno l'11 aprile. Le partite di ritorno sono state ospitate da América e New York Red Bulls perché hanno ottenuto più punti negli ottavi e nei quarti dei loro rispettivi avversari.
| Squadra 1   | Totale | Squadra 2      | Andata | Ritorno |
| ----------- | ------ | -------------- | ------ | ------- |
| Toronto FC  | 4 - 2  | América        | 3 - 1  | 1 - 1   |
| Guadalajara | 1 - 0  | N.Y. Red Bulls | 1 - 0  | 0 - 0   |

### Finale
La gara d'andata si è giocata il 17 aprile 2018, quella di ritorno il 25.
| Squadra 1  | Totale          | Squadra 2   | Andata | Ritorno |
| ---------- | --------------- | ----------- | ------ | ------- |
| Toronto FC | 3 - 3 (2-4 dtr) | Guadalajara | 1 - 2  | 2 - 1   |

## Statistiche

### Individuali

#### Classifica marcatori
Di seguito la classifica marcatori finale.
| Gol |  |  | Giocatore               | Squadra            |
| --- |  |  | ----------------------- | ------------------ |
| 4   |  |  | Jonathan Osorio         | Toronto            |
| 4   |  |  | Sebastian Giovinco      | Toronto            |
| 3   |  |  | Cecilio Domínguez       | America            |
| 3   |  |  | Henry Martín            | America            |
| 3   |  |  | Mateus Uribe            | America            |
| 3   |  |  | Bradley Wright-Phillips | New York Red Bulls |